# 페린 라퐁
페린 라퐁(프랑스어: Perrine Laffont, 1998년 10월 28일~)은 프랑스의 프리스타일 스키 선수로 주 종목은 모굴이다. 2014년 동계 올림픽에 15세의 나이로 참가하여 최연소 올림픽 프리스타일 참가 기록을 세웠으며, 2018년 동계 올림픽에서 프랑스 여자 프리스타일 스키 선수로는 최초로 올림픽 금메달을 획득하였다.